# ぐらんぶる
『ぐらんぶる』（GRAND BLUE）は、井上堅二原作・吉岡公威作画による日本の漫画作品。『good!アフタヌーン』（講談社）2014年5月号から連載開始。スキューバダイビングを題材としているが、作中においてはダイビング描写のほかにも飲み会を始めとするサークル内での交流も描写される。2018年7月にはアニメ化された。また、同年「みんなが選ぶTSUTAYAコミック大賞2018」ネクストブレイク部門で7位にランクイン。2024年9月時点で全世界での累計部数は1000万部を突破している。
『good!アフタヌーン』2023年5月号では『おとなりに銀河』とコラボレートし、読み切り「おとなりにぐらんぶる」を掲載。

## あらすじ
海が近くにある大学への進学を機に、叔父が経営するダイビングショップ「グランブルー」に居候することになった北原伊織。そこで出会ったのはとびきりの美女、そして酒とスキューバダイビングと裸を愛する屈強な男たちだった。そして、元が馬鹿で無神経かつ鈍感な性格の伊織は彼らとの暴走にのめり込んでいく。

## 登場人物

### ダイビングサークル「Peek a Boo（ピーカブー）」
物語の中心となるサークル。略称は「PaB」。インカレサークルであり、伊織らが通う伊豆大学以外にも愛菜、梓ら青海女子大の学生も参加している。ただ、大半が男性のため男グループのノリが強く、飲み会が盛んで野球拳をして服を脱いで全裸になったりスピリタスやウォッカなどの強力な酒を飲むことが多い。勧誘も特に男性（その中でも特にダイビングの素質がある者）に対しては強引なところもある。その一方でダイビングには真面目に取り組んでおり、受け入れた部員については非常におおらかな部分を持っている。飲み会の激しさを除けばサークルの雰囲気は良好。じゃんけんは何故か野球拳と言う暗黙の掟がある。基本的に全裸で酒を飲んでいるためか、男性陣はなぜか服を着たまま飲み会で酒を飲むと身体が重くなるなどの体調不良に襲われる。1年前には「PaB」に入る前の東が起こした立て籠もり事件を内々で収めたとして大学から、模範となる行動をしたとして表彰状を貰っている。メンバーはここに記述する人物以外にも存在するが、物語はここに記載された人物を中心に進んでいく。
北原 伊織（きたはら いおり）
声 - 内田雄馬 / 演 - 竜星涼
本作品の主人公。身長170センチメートル。男子校を卒業し、伊豆大学機械工学科に入学した1年生。
外見自体は端正な顔つきだが、馬鹿で無神経かつ鈍感な性格。空気が読めずに下衆な言動が多く、やることなすこと間が悪いため、図らずも相手を怒らせる、または相手に誤解されることがある。その反面、悩みを抱えた相手の気持ちを汲む優しさと他人の「好きなもの」を否定しない包容力を持ち、それに気づいた人たちからは好意や信頼を得ている。
男子校のノリに辟易し、薔薇色のキャンパスライフを夢見て男女共学の伊豆大学に進学し、義叔父が経営するダイビングショップ「グランブルー」に下宿する。ダイビング未経験の上に泳ぐことも苦手だが、時田と寿により男ばかりのダイビングサークル「PaB」に強制的に入会させられてしまうが、経験や交流を積んでいくうちにダイビングの魅力に惹かれ、水への恐怖感も徐々にではあるが克服していく。水泳以外のスポーツは全般的に得意。音楽を嗜んでいだこともあり、現在でもギターを弾ける。恥ずかしい自作曲の数々を黒歴史にしているが、妹の栞によって公開されイジりのネタにされることもしばしばある。
アルコール類に対して免疫は無かったが「PaB」の豪快かつ無茶な飲み会に参加するうちに耐性を身に付けるようになってからは相当な酒豪になる。それと同時にパンツ姿で学内をうろつくことにも抵抗を覚えなくなり、数々の醜態をさらしだすようになった。
古手川 千紗（こてがわ ちさ）
声 - 安済知佳 / 演 - 与田祐希（乃木坂46）
本作品のヒロイン。身長152センチメートル。伊織の同い年の従兄妹。ただし、伊織の父は千紗の母方の祖父母の養子であるため、伊織とは血の繋がりは無い。伊織と同じく伊豆大学機械学科の1年生。
伊織にダイビングの魅力を伝えようと自分なりに画策する面倒見のいい一面を見せてはいるが、伊織がしばしば取る下衆な言動に対してはゴミや虫けらを見るような侮蔑に満ちた視線を送り、辱めを受けたときは伊織を本気で殺害しようとする怖い一面もある。
将来の夢はインストラクターで、水族館でたまに手伝いをしていたりする。男女比率140:3である学科での人気は高く、「伊豆春祭」でミスコンを獲るほどの美人だが、色恋やお洒落には興味を示さない。その一方でダイビングには目がない面を見せる。酒に弱くはないが特別強いわけではない上、サークルで飲む酒が軒並み強力であり、梓からセクハラを受ける危険もあるほか、自身も飲むと狂暴な性格に変貌してしまう（これは実写映画のみの設定）ため、「PaB」の飲み会には滅多に参加しない。
長らく伊織に対しては恋愛感情の無い態度だったが、パラオでの母とのすれ違いを解決してもらったことを始め、時に純粋で思いやりのある伊織の人柄に触れるに連れて伊織を意識している描写が増え、愛菜や桜子と伊織とのデートを賭けた野球拳を行った際に本来は無効に出来る偽の恋人関係を否定せずに桜子に対して伊織を渡さないとも取れる発言を行ったことで伊織への気持ちの変化を自覚しつつある。ただし、未だに伊織への好意に自覚が無く、戸惑いを覚えつつある。
今村 耕平（いまむら こうへい）
声 - 木村良平 / 演 - 犬飼貴丈
伊織の同級生。身長175センチメートル。見た目は金髪のイケメンだが、妄想癖のある真性のアニメオタクでかつ変態。常日頃キャラクターが描かれたTシャツなどの衣類を愛用している。声優の水樹カヤの大ファン。現実の女性、いわゆる三次元には興味が薄いものの典型的な「オタクの願望」には目がなく、その中でも特に「妹」や水樹カヤにかかわる内容に目がない。また性欲も年齢相応にあるので、エロに関することには積極的に参加している。
ダイビング未経験者で、伊織に騙される形で「PaB」に入会させられる（実写映画にはその描写はない）。以降、伊織とは常に共に行動しつつ、危機に際しては躊躇なく互いを身代わりにしようとするその一方で、肝心なところでは協力しあい息の合ったところを見せる、悪友とも呼べる関係を築いている。運動能力はほとんど無いが、先述の願望に直結する内容であれば運動能力が一気に向上する。ダイビングもグランブルーに水樹カヤが通っていたことをきっかけにやる気を出していき、飲み込みも非常に早く、苦戦する伊織とは違い全く失態を犯していない。「PaB」の過激な飲み会にすぐ順応し、伊織にも勝るとも劣らない酒豪となった。
上記の運動関連を除けばかなりの多才で、料理ができる上に高校時代から同人誌を発行しており、さらには女声を地声のように出すミックスボイス（声 - 蒼井翔太、水瀬いのり、釘宮理恵）を駆使して御手洗を罠にはめた他、ヴァーチャルアイドル「SAKUYA」の声を吹き込んだりもしていた。
吉原 愛菜（よしわら あいな）
声 - 阿澄佳奈 / 演 - 石川恋
青海女子大の1年生。身長158センチメートル。
初登場時、金髪のウィッグにケバい化粧をしていたため、伊織と耕平からは「ケバ子」という不名誉なあだ名で呼ばれているが、素顔は素朴で愛らしい顔立ちをしている。酔ったり動揺すると地元の方言（北九州弁）が出る。運動は耕平ほどではないが得意ではない。実家の手伝いで車を運転するためMT車の運転免許を所有しており、「PaB」の合宿などで度々自動車を運転する。
初登場時は伊豆大学のインカレサークル「ティンカーベル」に所属していたがそこでいじめに近い扱いを受けており、伊豆大学春祭で伊織が耕平と一緒に部長の工藤へ意趣返しをしてくれたことをきっかけに「ティンカーベル」を辞め「PaB」に入会した。「PaB」ではメンバーとは仲を深めつつダイビングの楽しさを覚えていく。学際の一件を機に伊織に好意を寄せるようになる。
化粧したときは図太くノリの良い性格になるが、普段は大人しく作中数少ない常識人なため、平気で脱ぎまくる男連中にツッコミを入れている。一方で凄まじい酒乱であり、酔った時には伊織の下着を無理やり脱がそうとしたり「PaB」のノリに完全に適合したりなど暴走することも少なくない。胸が小さいことがコンプレックスの模様だが、実写映画版ではコンプレックスの面は削除されている。
時田 信治（ときた しんじ）
声 - 安元洋貴 / 演 - 鈴之助
伊豆大学経済学科の3年生。身長190センチメートル。「PaB」の会長。「グランブルー」でよく手伝いをしている。
角刈りに筋骨隆々の巨体をもった男性。酒が入ると度を越えた暴走を見せることがあるが、ダイビングに関しては真面目そのもので後輩の面倒見もよい。伊織を片腕で抱えるほどの怪力を誇り、運動能力も桁違いに高く、テニスのサーブで相手のラケットを吹き飛ばしガットを切っている。梓曰く「彼女がいる」とのことだが、本人が語らないうえに作中では登場しないため、素性は不明。
寿 竜次郎（ことぶき りゅうじろう）
声 - 小西克幸 / 演 - 岩永洋昭
伊織と同じ学科の先輩で3年生。身長188センチメートル。「PaB」のメンバーでサークルの幹部的立ち位置。「グランブルー」でよく手伝いをしている。
鉄のように固い筋肉を纏った金髪の男性。連載当初は時田と比べると若干細身だったが作が進むにつれてほぼ時田と同様の体格になっていった。時田と同様飲み会でははっちゃけるが、ダイビングに関しては非常に真面目で博識。時田と並んで運動能力も並外れて高く、劇中ではテニスにおいて両手持ちのジャンピングスマッシュを披露している。バーテンダーのアルバイトをしており、客からは人気がある。
浜岡 梓（はまおか あずさ）
声 - 行成とあ / 演 - 小倉優香
青海女子大の3年生。身長165センチメートル。「PaB」のメンバーの1人。
美人でナイスバディだが、「PaB」のノリに完全に適応しており男たちと混ざって強い酒を飲んだり、全裸の男（伊織たち）が雑魚寝する部屋で平気で眠ったり、野球拳に混ざったりする上に、彼らの前で下着姿になることにも抵抗がない。その為、時田や寿からは「女扱いしていると馬鹿を見る」と言われている。奈々華と仲が良く、電話で色々と相談に乗ることが多い。両性愛者（バイセクシャル）であり、伊織をバイ仲間と誤解し奈々華にすら秘密にしている自身の性向を伊織にカミングアウトしてしまった。好きなタイプは男なら時田、女なら奈々華。伊織の好きなタイプの「男」を執拗に聞き出し、耕平（伊織の嘘）と伊織をくっつけようと画策したりする一方で、伊織と千紗の仲を取り持つようなことをして面白がるなど、どこまで本気なのか分からない行動を取る。1年前は髪は長髪だった。

### ダイビングショップ「グランブルー」
古手川 奈々華（こてがわ ななか）
声 - 内田真礼 / 演 - 朝比奈彩
伊織の従姉で、千紗の姉。身長160センチメートル。「グランブルー」の看板娘兼インストラクターとして働いている。「PaB」のOG。
美人でスタイルが良く性格も優しいが、実は極度のシスコン。千紗にはばれていないものの、それ以外の人物には周知されており千紗と伊織が付き合っているという噂を聞いた際には、伊織が命の危険を感じるほどの恐ろしいオーラを発した。
瞬く間に「PaB」のノリに染まってしまったせいで乱れがちな伊織の生活態度を度々気にかけている。梓とは仲が良く、電話で色々と相談に乗ってもらうことが多い。　
古手川 登志夫（こてがわ としお）
声 - 川田紳司 / 演 - 髙嶋政宏
伊織の義理の叔父で、奈々華と千紗の父。身長170センチメートル。妻（伊織の法律上の叔母）は海外で仕事をしており、夫婦仲が円満かどうかは不明である。「グランブルー」の店長であり、甥である伊織を自宅でもある「グランブルー」の離れ（PaBの部室を兼ねている部屋）に住まわせている（当初は店の二階だったが、時田、寿、耕平らのせいで千紗を怒らせ、結果的に伊織が追い出されている）。

### 伊豆大学
野島 元（のじま はじめ）
声 - 江口拓也 / 演 - 森永悠希
伊織と耕平の同級生。身長172センチメートル/178センチメートル（シークレットシューズ着用時）。黒縁眼鏡をかけたロン毛のインテリ風バカ。伊織のセッティングした合コンに参加した。定期テストの際に、腕の間にカンニングペーパーを仕込んだが、汗で文字がにじんで読めなかったことがある。
ナルシストな一面があり、自分を美形だと思っている節がある。普段はシークレットシューズを着用している。
一度学校をやめてYouTuberを志したが、動画作成が想像以上に大変であることを知って挫折した。
山本 真一郎（やまもと しんいちろう）
声 - 榎木淳弥 / 演 - 矢本悠馬
伊織と耕平の同級生。身長162センチメートル。小太りで茶髪の外見。女に見境のないクズだが、童貞の鑑。伊織のセッティングした合コンに参加した。彼女を得ることに並々ならぬ熱意を向けているものの、そのたびに伊織たちから辛辣な評価を受ける。また、毎回のように童貞であることをネタにされる。テスト中は飲食禁止であることを知らず、ペットボトルのラベルの裏にカンペを仕込んで失敗したことがある。
一時期ヴァーチャルアイドルの「SAKUYA」に本気で恋をしていたものの、画面上の相手では童貞が捨てられないことに気付くとすぐにアンインストールした。
御手洗 優（みたらい ゆう）
声 - 花江夏樹
伊織と耕平の同級生。身長165センチメートル。細目ながら見た目は割とイケメンだが、やはり女に見境のないクズ。青女に通う幼馴染みの女子（後述の大橋りえ）と付き合っていたが、伊織たちによって架空の浮気をでっち上げられてフラれる（原作ではその直後、何もあそこまで怒らなくてもと思っていたため、反省の色が見られない様子だった）。その後もギリギリ関係は保っていたが、伊織に今度はナンパをでっち上げられ、大勢の前で公開処刑される羽目になった。さらにその後またしても浮気（と言ってもアドレスの交換）がバレて顎骨を折られかけるが、とっさに結婚を申し出たことでその場を凌いだ。現在は完全に尻に敷かれている状態だが、何だかんだで満更でもない模様。
テスト中は筆箱を出せないということを知らず、筆箱にカンペを仕込んで失敗したことがある。
特技は活け花。
藤原 健太（ふじわら けんた）
声 - ロバートウォーターマン
伊織と耕平の同級生。身長178センチメートル。背が高く強面だがそれ以外に特徴がなく、存在感が薄い。そのため、その場にいないような扱いをされることもしばしば。一方、影の薄さを利用して一人講義を抜け出す等、稀に一枚上手の策士的な一面を見せることも。定期テストの際に、周りの数人でカンペの回し読みを示し合わせたものの自身のところでばれてしまい、全員に罪をなすりつけられて「不可」の判定を受けてしまった。
右代宮（うしろのみや）
声 - 子安武人
フルネームは不明だが、苗字のみ40話にて判明。伊織たちの材料力学の講義を担当する准教授で、自称・次期教授候補筆頭。嫌味かつナルシストな性格で、「退屈だから」という理由でレポートの発表の最中に爆睡するなど、伊織たちに対して目に余る態度を取ったため、伊織たちに手痛い仕打ちを受けた。仕返しと言わんばかりに、シャルピー衝撃試験において伊織たちに「ハンマーの向かう先に生徒を一人固定し、ハンマーが衝撃片を壊しかつ生徒の股間を痛打しない高さを計算せよ（ハンマーを下ろす角度が高すぎると股間にハンマーが直撃し、低すぎると衝撃片が壊れず実験失敗、単位が取れなくなる）」というとんでもない実験を行わせるが、結局伊織たちの罠にかかり、自身もハンマーを食らうことになった。また、右代宮のゼミの出身者は企業にウケがいいらしい（右代宮の理不尽な仕打ちに耐えてきたため）。ゼミの通称は「ホワイト研」（うしろのみやの『しろ』から）。

### 青海女子大
神尾 清子（かみお きよこ）
声 - 井口裕香
愛菜の同級生。身長150センチメートル。伊織のセッティングした合コンに愛菜が連れてきた子の1人。あだ名は「きっこ」。趣味は合コンの席で競馬とパチンコ、と言っていたが、本当かどうかは不明。下ネタが好きで、愛菜に「中身オッサン」と言われた。
鈴木 恵子（すずき けいこ）
声 - 茅野愛衣
愛菜の同級生。身長160センチメートル。伊織のセッティングした合コンに愛菜が連れてきた子の1人。実家暮らしで6歳の弟がいる。
飯田 かなこ（いいだ かなこ）
声 - 儀武ゆう子
愛菜の同級生で、声優の水樹カヤの妹。身長158センチメートル。伊織のセッティングした合コンに愛菜が連れてきた子の1人。写真が趣味で映画も好き。携帯の写真に写っていたアニメDVDを見つけた耕平に同志と見受けられ告白されるが、耕平の服装に難色を示した。
ほかの3人に比べて初心な一面があり、「アナル」という単語を聞いても最初は何のことだか全く分からず、意味を教えられて激しく動揺していた。
大橋 りえ（おおはし りえ）
声 - 山北早紀
青海女子大の1年生。身長155センチメートル。御手洗の幼馴染で彼女。大学入学後再会した御手洗と付き合っていたが伊織たちの初回制裁の際、右腕一本で御手洗を吊るしあげ、愛想を尽かした後、クズ過ぎる御手洗に左ボディからの顎への蹴り上げを披露し御手洗を吹っ飛ばした。子供時代のころの癖で御手洗を『優おにいちゃん』と呼ぶことがある。
特技は空手で黒帯。華奢な体型からは考えられないほどの怪力の持ち主で、その後もたびたび御手洗を吹っ飛ばしている。また、思い込みの強いメンヘラな一面があり、登場ごとに段々と言動が病んだものになっている。
(その場しのぎではあったが）御手洗から結婚を申し込まれてからは完全に彼を尻に敷いている状態であり、扱い方も大分手慣れてきている模様。
毒島 桜子（ぶすじま さくらこ）
声 - 山根綺
青海女子大の1年生。青海女子大祭で伊織たちが耕平をダシにしてナンパした三人組の1人。「ブス」という音が入っているため、自分の名字が嫌い。見た目はスタイルの良いイマドキの美女だが、高飛車、薄情、ワガママと三拍子そろった性悪で、美形とブランド品以外に興味がない。一方、自身のファッションや美容に気を遣っており、本気で惚れた相手に対して他の男に脇目も降らずアプローチを仕掛けるなど、根は純情な努力家でもある。
耕平の顔に釣られて伊織たちの誘いに乗ったものの、当の耕平からは丸っきり無視された上に、水樹カヤのライブを優先されてしまい、その腹いせに耕平がライブに参加できないよう、彼が持っていたライブチケットを掏り取る。耕平の本気でやっていることを私怨で邪魔をしたことにより伊織の怒りを買い、ビールを頭から掛けられ、伊織たちには立ち去られた。
その後、伊織がバイト先に選んだファミレスで先輩として偶然再会し、伊織の教育係となる。立場を利用して合コンで受けた屈辱を晴らすべく思う存分伊織を苛めるがまったく効果がない上、一方でクズ同士意気投合する面もあった。バイト仲間である尚海に対し、最初は顔が好みという理由だけで狙っていたが、後に彼の性格も含めた全てに惹かれていることに気づき、告白するも玉砕。友人の前では空元気を見せたものの、一人になると少なからず落ち込みを見せた。その際に伊織から励まされたことや、自分の異性への好みを否定せずに肯定されたことで伊織に好意を抱いている。
ユキ
桜子とつるむ性悪女子。小柄だが胸が大きい。マッチョな男性に目がない。
菜摘（なつみ）
桜子とつるむ性悪女子。ショタコンのようである。

### 北原旅館
北原 栞（きたはら しおり）
声 - 諸星すみれ
伊織の妹で中学3年生。実家が旅館である関係上、常に客や他者に和装姿で敬語で話し、内心のドロドロを隠しながら伊織のことを「兄様」と呼ぶ姿勢を貫く。両親がバカな伊織に代って自分を旅館の跡取りとして継がせようとするのを嫌がり、伊織を連れ戻そうと「PaB」へ単身押しかける。あの手この手を駆使するも、どうしようもない伊織やそれに慣れてしまった古手川家の面々のせいでことごとく失敗に終わる。説得に失敗し、少し甘えたような様子を見せながら帰宅したが、伊織に旅館の跡取りを押し付けるのを諦めてはおらず、次の手を打とうとしている。
伊織のことは馬鹿兄貴と影で呼んでいるが嫌っている訳でもなく何だかんだで伊織に対する態度も軟化しつつあり、素直に伊織を慕っていると思える面も見せている。伊織には炊飯器も使えないレベルの機械音痴と思わせているが、実は伊織宛てに郵送したぬいぐるみの中に隠しカメラを仕込んで伊織の様子を監視するほど機械には精通している。ほかにも、嗅ぐだけで気絶してしまうほどの臭いを染み込ませた怪しいハンカチを和服に忍ばせている。
妹萌えの耕平からは妹同然に溺愛されているが、栞本人は耕平のことを「耕平兄様」と呼びながらも耕平の奇行に恐怖心を覚えてもいる。
北原父
伊織と栞の父。養子として北原家に引き取られた経緯を持つ。
バカな伊織に代って栞に跡を継がせようと考えているが、旅館の客が栞に園児服を着るように頼んだ際に伊織に身代わりをさせようとするなど、当人の知能指数は息子と大差ない。
北原母
伊織と栞の母。一見穏やかそうに見えるが、単行本12巻で栞の証拠隠滅を手伝うなど、子供たちに負けず劣らず腹黒である。

### その他
水樹 カヤ（みずき カヤ）
声 - 水樹奈々
声優。本名は飯田 摩耶（いいだ まや）。青海女子大OG。かなこの姉で、梓の友人。「グランブルー」のお客さんでもある。青女の学園祭でライブを行った。デビュー作は『溶解！魔法少女ららこ』。伊織達の沖縄旅行の後に結婚する。
工藤会長（くどうかいちょう）
声 - 福山潤 / 演 - 平田雄也
伊豆大学の3年生。テニスサークル「ティンカーベル」の会長。色黒のイケメンではあるが自分の容姿を鼻に掛けて周囲を見下している。また当時浮いていた愛菜を笑い者にしたりメンバーを笑いものにしたりするなど陰湿な性格の人物。劇中で初めて登場した「尊敬できない先輩」。
「伊豆春祭」の男コンでは余裕で1位を獲るつもりでいたが、愛菜のことを知った伊織と耕平の意趣返しにより屈辱的な負け方をする。以後もこのことを根に持っている。
その後は嫌な先輩枠として登場する度に伊織たちとはいがみ合うことが多いが、状況によって一緒に遊んだり協力関係になる場合もある。その際に彼なりにサークル活動への真摯さや配慮が出来る面も明らかになった。愛菜のことはティンベル時代のケバい化粧もあって、後に素顔で再会した時は別人と誤解していた。愛菜が素顔でミスコンに参加したときに初めて正体を知って驚愕し、心底悔しがっていた。
東 幹也（あずま みきや）
声 - 渡邉允瑠
「PaB」所属。伊豆大学化学科の3年生。身長175センチメートル。アフロが特徴。伊織たちがホワイト研の手伝いに駆り出された際、寿からの冷房宅配依頼に応じ液体窒素を持ってきた。
2年の頃はアフロを後ろ髪で纏める髪型をしており、当時右代宮からの無茶な課題にキレて、酔っ払って寝ていた梓を人質に立て籠もって理不尽さをネット上にライブ放送として投稿しようとしていたが、食事を要求した際に右代宮がスタンガンを隠して襲って来たことで、パンツ一丁で食事を持ってくる様要求するが、騒動を知った時田と寿が食事を持ってくる時に全裸で来たことと、寝ていた梓が起きて突如服を脱ぎ出したことで、それらの光景が動画に入ってしまったことで自身のアカウントが2つとも停止処分をくらい、その後食事として持って来てた水がスピリタスとは知らずに飲んだことで酔っぱらい、彼ら話したりと野球拳をするなど盛り上がったことで、立て籠もりを辞めた。その事件の後「PaB」に入った。
横手 武雄（よこて たけお）
声 - 喜多田悠
「PaB」所属。伊豆大学機械工学科の3年生。身長172センチメートル。メガネをかけている。普段は温厚な性格だが、酒の席では容赦がない。また、動きが俊敏で、人の逃げ道をふさぐのが得意。
安西 久司（あんざい ひさし）
声 - 木内太郎
「PaB」所属。伊豆大学機械工学科の3年生。身長180センチメートル。スキンヘッド。夏休み期間中のホワイト研の実験で激やせしていたが飲み会一回で元に戻った。
乙矢 尚海（おとや なおみ）
声 - 青山吉能
伊織のバイト先でキッチンを担当する男子高校生。学年は不明だが高校ではダイビング部所属（部長）。桜子が本気で入れ込むほどの美少年。性格も素直で真面目かつ穏やかであり、初対面の伊織がその眩しさに目を覆ったほど。海とダイビングへの愛情は強く、PaBメンバーと共に潜った際には時田たちから技術やサポート能力の高さをインストラクター並みと評価された。伊織に対しては交流を経て単なる友情や尊敬を超えた感情を抱いているような描写がある。憧れるタイプは「豪快に飲み食いできる人」「海から上がった時に何気なくギターを弾けたりする人」。
古手川 紗耶華（こてがわ さやか）
伊織の叔母で古手川姉妹の母親かつ登志夫の妻。旧姓は「北原」。いつもサングラスをかけている。ダイビングショップのパラオ支店のオーナーで、とある理由から娘の千紗に対しては冷たい態度をとっている。しかし、これは千紗同様に不器用な性格であることと、長期間ダイビングを続けたことで左耳の聴覚が喪失しており、それ故に自分と同じ道を千紗に辿って欲しくない思いとダイビングを心から愛する千紗を否定したくないという複雑な親心からであり、密かに千紗にダイビングの応援をする手紙と耳栓を送っている。
池越 勇一（いけごし ゆういち）
男性アイドルグループ「Ships」のメンバーだが、端正な顔立ち以外は今一つ個性が弱く、あまり人気がないことに悩んでいる。しかしひょんなことから顔が瓜二つの耕平と入れ替わったことにより、耕平やPaBメンバーらに感化され始めている。

## 書誌情報
- 井上堅二（原作）・吉岡公威（作画） 『ぐらんぶる』 講談社〈アフタヌーンKC〉、既刊24巻（2025年4月7日現在）
  1. 2014年11月7日発売[11]、ISBN 978-4-06-387990-2
  2. 2014年12月5日発売[12]、ISBN 978-4-06-388018-2
  3. 2015年4月7日発売[13]、ISBN 978-4-06-388053-3
  4. 2015年9月7日発売[14]、ISBN 978-4-06-388081-6
  5. 2016年2月5日発売[15]、ISBN 978-4-06-388115-8
  6. 2016年8月5日発売[16]、ISBN 978-4-06-388164-6
  7. 2016年12月7日発売[17]、ISBN 978-4-06-388220-9
  8. 2017年4月7日発売[18]、ISBN 978-4-06-388249-0
  9. 2017年10月6日発売[19]、ISBN 978-4-06-388290-2
  10. 2018年3月7日発売[20]、ISBN 978-4-06-511096-6
  11. 2018年7月6日発売[21]、ISBN 978-4-06-511979-2
  12. 2018年11月22日発売[22]、ISBN 978-4-06-513447-4
  13. 2019年7月5日発売[23]、ISBN 978-4-06-516238-5
  14. 2019年11月22日発売[24]、ISBN 978-4-06-517557-6
  15. 2020年5月22日発売[25]、ISBN 978-4-06-519480-5
  16. 2020年11月20日発売[26]、ISBN 978-4-06-521417-6
  17. 2021年8月5日発売[27]、ISBN 978-4-06-524292-6
  18. 2022年3月7日発売[28]、ISBN 978-4-06-527041-7
  19. 2022年8月5日発売[29]、ISBN 978-4-06-528768-2
  20. 2023年4月6日発売[30]、ISBN 978-4-06-531329-9
  21. 2023年10月5日発売[31]、ISBN 978-4-06-533089-0
  22. 2024年4月5日発売[32]、ISBN 978-4-06-535017-1
  23. 2024年10月7日発売[33]、ISBN 978-4-06-537098-8
  24. 2025年4月7日発売[34]、ISBN 978-4-06-538970-6
- 井上堅二（原作）・吉岡公威（漫画） 『ぐらんぶる 公式ログブック』 講談社〈KCデラックス〉、2018年9月21日発売[35]、ISBN 978-4-06-513573-0

## テレビアニメ
Season 1が2018年7月から9月にかけて毎日放送『アニメイズム』B2枠ほかにて放送された。2024年9月にSeason 2の制作が発表され、2025年7月よりTOKYO MXほかにて放送中。
毎回必ず番組冒頭にて5秒間、『この番組はフィクションであること、未成年者の飲酒は法律で禁じられていること、アルコールの強要などを推奨する意図は無く飽くまでギャグアニメとして視聴してほしいこと、そして飲酒をする登場人物は全員が20歳以上の成人である』旨のテロップが表示されている（Season1は白バックに黒ふちどり白文字、Season2はチャイムとともに黒バックに白文字）。

### スタッフ
|                               | Season 1                                               | Season 2                                             |
| ----------------------------- | ------------------------------------------------------ | ---------------------------------------------------- |
| 原作                          | 井上堅二、吉岡公威                                     | 井上堅二、吉岡公威                                   |
| 監督・脚本・音響監督          | 高松信司                                               | 高松信司                                             |
| キャラクターデザイン          | 草間英興                                               | 草間英興                                             |
| プロップデザイン              | 小川浩                                                 | jimao                                                |
| 総作画監督                    | 草間英興、植田羊一                                     | 草間英興、植田羊一                                   |
| 美術監督                      | 秋葉みのる                                             | 春日礼児                                             |
| 色彩設計                      | 松山愛子                                               | 松山愛子                                             |
| 撮影監督                      | 今泉秀樹                                               | 加藤直之                                             |
| 編集                          | 宇都宮正記                                             | 徳田俊                                               |
| 音響制作                      | セイバーリンクス                                       | セイバーリンクス                                     |
| 音楽                          | マニュアル・オブ・エラーズ                             | 橋本由香利                                           |
| 音楽制作                      | NBCユニバーサル・エンターテイメント                    | NBCユニバーサル・エンターテイメント                  |
| プロデューサー                | 髙橋和彰、鈴木寿広                                     | 髙橋和彰、鈴木寿広                                   |
| プロデューサー                | 松村一人、古川慎 前田俊博、鈴木良兵 馬場楊子、相島豪太 | 倉島洋一、米澤明 先川幸矢、髙本慧 酒見弘人、可知秀幸 |
| アニメーション プロデューサー | 持丸健                                                 | 持丸健                                               |
| アニメーション プロデューサー | N/A                                                    | 宮城夢乃                                             |
| アニメーション制作            | ゼロジー                                               | ゼロジー                                             |
| アニメーション制作            | N/A                                                    | リーベル                                             |
| 製作                          | ぐらんぶる製作委員会                                   | ぐらんぶる2製作委員会                                |

### 主題歌
「Grand Blue」
湘南乃風が作詞・作曲・歌唱を担当したSeason 1オープニングテーマ。編曲は湘南乃風とSTAND ALONE。第12話ではエンディング位置で使用された。
「紺碧のアル・フィーネ」
藤永龍太郎作詞、末益涼太作編曲によるSeason 1エンディングテーマ。北原伊織（内田雄馬）、今村耕平（木村良平）、時田信治（安元洋貴）、寿竜次郎（小西克幸）らで構成された「伊豆乃風」による「紺碧のアル・フィーネ〜二軒目にカラオケに入った俺たちのテンションスーパーMAXver.〜」と、水樹カヤ（水樹奈々）による「紺碧のアル・フィーネ〜水樹カヤver.〜」の2種類が使用された。
「青春永遠」
湘南乃風 feat. 新しい学校のリーダーズによるSeason 2オープニングテーマ。作詞は湘南乃風とyonkeyと新しい学校のリーダーズ、作曲・編曲は湘南乃風とyonkey。
「裸でどつきあい」
SEAMO feat. May'nによるSeason 2エンディングテーマ。作詞はNaoki Takada、作曲はNaoki TakadaとGiz'Mo(from Jam9)、編曲はShintaro"Growth"Izutsu。

### 各話リスト
| 話数     | サブタイトル       | 脚本     | 絵コンテ         | 演出                | 作画監督                                                         | 初放送日       |          |          |          |          |          |          |          |          |          |          |          |          |          |          |          |          |          |          |
| Season 1 | Season 1           | Season 1 | Season 1         | Season 1            | Season 1                                                         | Season 1       | Season 1 | Season 1 | Season 1 | Season 1 | Season 1 | Season 1 | Season 1 | Season 1 | Season 1 | Season 1 | Season 1 | Season 1 | Season 1 | Season 1 | Season 1 | Season 1 | Season 1 | Season 1 |
| -------- | ------------------ | -------- | ---------------- | ------------------- | ---------------------------------------------------------------- | -------------- | -------- | -------- | -------- | -------- | -------- | -------- | -------- | -------- | -------- | -------- | -------- | -------- | -------- | -------- | -------- | -------- | -------- | -------- |
| 第1話    | ディープブルー     | 高松信司 | 高松信司         | 高松信司            | 小野田貴之 牛島勇二                                              | 2018年 7月14日 |          |          |          |          |          |          |          |          |          |          |          |          |          |          |          |          |          |          |
| 第2話    | 水の中で           | 高松信司 | 木田歳三         | 殿水敦子            | 波風立志                                                         | 7月21日        |          |          |          |          |          |          |          |          |          |          |          |          |          |          |          |          |          |          |
| 第3話    | 新世界             | 高松信司 | 熊本健士         | 西島圭祐            | 星野守                                                           | 7月28日        |          |          |          |          |          |          |          |          |          |          |          |          |          |          |          |          |          |          |
| 第4話    | 男コン             | 高松信司 | 釘宮洋           | 河原龍太            | つるぎのマキ 飯飼一幸 鎌田均 永島明子 鈴木絵万                   | 8月4日         |          |          |          |          |          |          |          |          |          |          |          |          |          |          |          |          |          |          |
| 第5話    | 後の祭り           | 高松信司 | 高本宣弘         | まつもとよしひさ    | 西田美弥子 原田峰文 志賀道憲 中原清隆 横田和彦 鶴田眸            | 8月11日        |          |          |          |          |          |          |          |          |          |          |          |          |          |          |          |          |          |          |
| 第6話    | 初バディ           | 高松信司 | 越智博之         | 宇都宮正記          | 牛島勇二                                                         | 8月18日        |          |          |          |          |          |          |          |          |          |          |          |          |          |          |          |          |          |          |
| 第7話    | ダブルス           | 高松信司 | 木田歳三         | 小林孝志            | 星野守 中原清隆 小野田貴之 飯塚葉子 山下敏成                     | 8月25日        |          |          |          |          |          |          |          |          |          |          |          |          |          |          |          |          |          |          |
| 第8話    | 男のカクテル       | 高松信司 | 植田羊一         | まつもとよしひさ    | 細山正樹 椎葉幹朗 青木真紀子 山石まい                            | 9月1日         |          |          |          |          |          |          |          |          |          |          |          |          |          |          |          |          |          |          |
| 第9話    | 王様ゲーム         | 井上堅二 | 小岩井恋文       | 殿水敦子            | 波風立志                                                         | 9月8日         |          |          |          |          |          |          |          |          |          |          |          |          |          |          |          |          |          |          |
| 第10話   | 沖縄上陸           | 高松信司 | 鶴田眸           | 島崎奈々子          | 山口光紀 加野晃 佐藤このみ 星野守                                | 9月15日        |          |          |          |          |          |          |          |          |          |          |          |          |          |          |          |          |          |          |
| 第11話   | 誤解なんだが       | 高松信司 | 沖田宮奈         | 岩崎太郎            | 青野厚司 川添政和 西川絵奈                                       | 9月22日        |          |          |          |          |          |          |          |          |          |          |          |          |          |          |          |          |          |          |
| 第12話   | オトーリ           | 高松信司 | 植田羊一         | 宇都宮正記          | 牛島勇二 小野田貴之                                              | 9月29日        |          |          |          |          |          |          |          |          |          |          |          |          |          |          |          |          |          |          |
| Season 2 |                    |          |                  |                     |                                                                  |                |          |          |          |          |          |          |          |          |          |          |          |          |          |          |          |          |          |          |
| 第1話    | 妹                 | 高松信司 | 大久保政雄       | 水野健太郎          | 草間英興 植田羊一 牛島勇二 越智博之 アラタハヤト                 | 2025年 7月8日  |          |          |          |          |          |          |          |          |          |          |          |          |          |          |          |          |          |          |
| 第2話    | 兄                 | 高松信司 | 木田歳三         | 戸田武志            | 髙瀬言 越智博之 馬宝林 胡威 馬蘭 李品華 米川 Triple A            | 7月15日        |          |          |          |          |          |          |          |          |          |          |          |          |          |          |          |          |          |          |
| 第3話    | 印象ゲーム         | 高松信司 | さとうふみかず   | 佐野真司            | 牛島勇二 森悦史 Triple A スタジオグラム                          | 7月22日        |          |          |          |          |          |          |          |          |          |          |          |          |          |          |          |          |          |          |
| 第4話    | チケット争奪戦     | 高松信司 | 高本宣弘         | 水野健太郎          | 植田羊一 髙瀬言 米川 Triple A                                    | 7月29日        |          |          |          |          |          |          |          |          |          |          |          |          |          |          |          |          |          |          |
| 第5話    | はじめての女子大   | 高松信司 | ワタナベシンイチ | 粟井重紀            | 岡田雅人 及川博史 高野和史 包佳儀                                | 8月5日         |          |          |          |          |          |          |          |          |          |          |          |          |          |          |          |          |          |          |
| 第6話    | 再びの女子大       | 高松信司 | ワタナベシンイチ | にしづきあらた      | 古徳真美 芝田千紗 清水勝祐 村田憲泰 はるかまこと                 | 8月12日        |          |          |          |          |          |          |          |          |          |          |          |          |          |          |          |          |          |          |
| 第7話    | シャルピー衝撃試験 | 高松信司 | 松園公           | 中野敬太 水野健太郎 | 草間英興 牛島勇二 髙瀬言 森悦史 スタジオドット しまいし Triple A | 8月19日        |          |          |          |          |          |          |          |          |          |          |          |          |          |          |          |          |          |          |

### 放送局
| 放送期間                                              | 放送時間                     | 放送局     | 対象地域   | 備考                      |
| ----------------------------------------------------- | ---------------------------- | ---------- | ---------- | ------------------------- |
| 2018年7月14日 - 9月29日                               | 土曜 2:25 - 2:55（金曜深夜） | 毎日放送   | 近畿広域圏 | 製作参加                  |
|                                                       |                              | TBSテレビ  | 関東広域圏 |                           |
| 2018年7月15日 - 9月30日                               | 日曜 0:30 - 1:00（土曜深夜） | BS-TBS     | 日本全域   | BS放送                    |
| 2018年7月16日 - 10月1日                               | 月曜 21:00 - 21:30           | AT-X       | 日本全域   | CS放送 / リピート放送あり |
| 2018年7月27日 - 10月12日                              | 金曜 1:36 - 2:06（木曜深夜） | あいテレビ | 愛媛県     |                           |
| 毎日放送・TBSテレビ・BS-TBSでは『アニメイズム』B2枠。 |                              |            |            |                           |

| 配信開始日    | 配信時間                       | 配信サイト         | 備考           |
| ------------- | ------------------------------ | ------------------ | -------------- |
| 2018年7月14日 | 土曜 2:55（金曜深夜） 以降更新 | Amazon Prime Video | 見放題独占配信 |
| 2018年8月13日 | 月曜 12:00 更新                | GYAO!ストア        | 都度課金配信   |

| 放送期間       | 放送時間                     | 放送局   | 対象地域   | 備考                                 |
| -------------- | ---------------------------- | -------- | ---------- | ------------------------------------ |
| 2025年7月8日 - | 火曜 0:30 - 1:00（月曜深夜） | TOKYO MX | 東京都     |                                      |
|                |                              | BS11     | 日本全域   | BS放送 / 『ANIME+』枠                |
| 2025年7月9日 - | 水曜 2:30 - 3:00（火曜深夜） | 毎日放送 | 近畿広域圏 | 製作参加 / 『アニメ特区』第1部       |
|                | 水曜 21:30 - 22:00           | AT-X     | 日本全域   | CS放送 / 字幕放送 / リピート放送あり |

| 配信開始日    | 配信時間                           | 配信サイト | 備考           |
| ------------- | ---------------------------------- | --- | -------------- |
| 2025年7月8日  | 火曜 1:00（月曜深夜） 以降順次更新 | アニメタイムズ Lemino U-NEXT アニメ放題 | 見放題先行配信 |
| 2025年7月13日 | 日曜 1:00（土曜深夜） 以降順次更新 | ABEMA dアニメストア （本店・ニコニコ支店・for Prime Video） Netflix Disney+ DMM TV FOD AnimeFesta MBS動画イズム TVer Amazon Prime Video ニコニコ動画 バンダイチャンネル Hulu J:COM STREAM TELASA milplus Pontaパス | 見放題配信     |
|               |                                    | ビデオマーケット music.jp カンテレドーガ ニコニコ動画 Amazon Prime Video MBS動画イズム HAPPY!動画 バンダイチャンネル J:COM STREAM TELASA milplus                                                                   | 都度課金配信   |

### BD / DVD
| 巻  | 発売日         | 収録話          | 規格品番   | 規格品番   |
| 巻  | 発売日         | 収録話          | BD         | DVD        |
| --- | -------------- | --------------- | ---------- | ---------- |
| 1   | 2018年9月28日  | 第1話 - 第3話   | EYXA-11925 | EYBA-11921 |
| 2   | 2018年10月26日 | 第4話 - 第6話   | EYXA-11926 | EYBA-11922 |
| 3   | 2018年11月30日 | 第7話 - 第9話   | EYXA-11927 | EYBA-11923 |
| 4   | 2018年12月21日 | 第10話 - 第12話 | EYXA-11928 | EYBA-11924 |
| BOX | 2020年6月19日  | 全12話          | EYXA-13000 | N/A        |

| 巻 | 発売日             | 収録話         | 規格品番   |
| -- | ------------------ | -------------- | ---------- |
| 1  | 2025年10月22日予定 | 第1話 - 第6話  | EYXA-14824 |
| 2  | 2025年12月24日予定 | 第7話 - 第12話 | EYXA-14826 |

### Webラジオ
原作の連載10周年を記念して始まったWEBラジオ『ぐらんぶる華金ラジオ』。古手川千紗 役の安済知佳がパーソナリティを務め、ゲストやスタッフと一緒にお酒を飲みながら番組を進行していく。音泉およびYouTubeチャンネルの「NBCUniversal Anime/Music」にて2024年4月26日から隔週金曜19時より配信。9月29日には「ぐらんぶる華金ラジオ〜スナック安済〜特別生配信！」が配信された。
| 毎日放送 アニメイズム B2 | 毎日放送 アニメイズム B2 | 毎日放送 アニメイズム B2 |
| 前番組                   | 番組名                   | 次番組                   |
| ------------------------ | ------------------------ | ------------------------ |
| 魔法少女サイト           | ぐらんぶる （Season 1）  | 色づく世界の明日から     |

## 実写映画
2019年11月20日に実写映画化が発表された。監督は英勉、主演は竜星涼と犬飼貴丈。当初は2020年5月29日の公開を予定していたが、新型コロナウイルス感染症の影響で同年8月7日に延期された。PG12指定。なお、アニメ版と同様に伊織、耕平、千紗は大学1年生だが、20歳という設定になっている。
PaBの飲み会のテーマソングとなっている「Vamos」は、映像ソフト化に当たってスペイン語の原詞、日本語の訳詞の字幕が追加されている。この楽曲とダンスは完全オリジナルで原作にはないが、『good!アフタヌーン』2021年1月号において、本作品の映像ソフト発売記念のコラボ企画として、作画の吉岡によってダンスシーンがコミカライズされた。

### キャスト（実写映画）
- 北原伊織：竜星涼
- 今村耕平：犬飼貴丈
- 古手川千紗：与田祐希[55]
- 古手川奈々華：朝比奈彩
- 浜岡梓：小倉優香
- 吉原愛菜：石川恋
- 時田信治：鈴之助
- 寿竜次郎：岩永洋昭
- 山本真一郎：矢本悠馬
- 野島元：森永悠希
- 工藤会長：平田雄也
- 古手川登志夫：髙嶋政宏

### スタッフ（実写映画）
- 原作：井上堅二、吉岡公威『ぐらんぶる』（講談社アフタヌーンKC刊）
- 監督・脚本：英勉
- 脚本：宇田学
- 音楽：未知瑠、石塚徹、Teje、鈴木俊介
- 主題歌：sumika「絶叫セレナーデ」（ソニー・ミュージックレーベルズ）[56]
- 挿入歌：sumika「唯風と太陽」（ソニー・ミュージックレーベルズ）
- 劇中歌：Jhonatan「Vamos」（作詞・作曲・編曲：Akira Sunset（THE SIGNALIGHTS）、APAZZI（THE SIGNALIGHTS））
- 製作：高橋雅美、池田宏之、今野義雄、秋元伸介、永田勝美
- プロデューサー：関口大輔、谷口達彦、湊谷恭史
- 協力プロデューサー：楠千亜紀
- 撮影：小松高志、大嶋良教
- 照明：蒔苗友一郎
- 録音：加来昭彦
- 美術：佐久嶋依里
- 装飾：野村哲也
- スタイリスト：白石敦子
- ヘアメイク：杉山裕美子
- マリン監督：中村勝
- 水中撮影：さのてつろう
- アクション：青木哲也
- 振付：瀧本有美、千野まや、Darrell“RHYTHM”Whitaker
- 編集：相良直一郎
- 音響効果：柴崎憲治
- 選曲：武田拓也
- 音楽プロデューサー：田井モトヨシ
- ラインプロデューサー：齋藤大輔
- VFXスーパーバイザー：大萩真司、Raiyan Laksamana
- キャスティング：杉野剛
- 演技事務：平薮明香
- 助監督：長野晋也
- 制作担当：白石治
- 制作プロダクション：ザフール
- 企画：グランジフィルム
- 製作幹事・配給：ワーナー・ブラザース映画
- 製作：映画「ぐらんぶる」製作委員会（ワーナー・ブラザース映画、乃木坂46合同会社、Y&N Brothers、ひかりTV）

## 舞台
「舞台『ぐらんぶる』」のタイトルで、2024年11月13日から17日までMixalive TOKYO Theater Mixaにて上演予定。

### キャスト（舞台）
- 北原伊織 - 高本学[57]
- 今村耕平 - 佐伯亮[57]
- 古手川千紗 - 立花紫音[57]
- 古手川奈々華 - 横野すみれ[57]
- 吉原愛菜 - 河本景[57]
- 時田信治 - 飯野雄貴[57]
- 寿竜次郎 - 君沢ユウキ[57]
- 御手洗優 - 織部典成[57]
- 野島元 - 松永有紘[57]

### スタッフ（舞台）
- 原作 - 井上堅二、吉岡公威[57]
- 脚本・演出 - 村井雄[57]
- 制作 - OfficeENDLESS[58]
- 協力 - TVアニメ「ぐらんぶる」[58]
- ダイビング協力 - ダイビングスクールマレア[58]
- 主催 - 舞台『ぐらんぶる』製作委員会[58]